# Němčovice
Němčovice település Csehországban, Rokycanyi járásban. Němčovice Kamenec, Dobříč, Kaceřov, Kozojedy, Hromnice, Břasy, Radnice, Újezd u Svatého Kříže, Lhotka u Radnic és Liblín településekkel határos. Lakosainak száma 194 fő (2024. január 1.).

## Népesség
A település lakosságának változását az alábbi diagram mutatja:
| Lakosok száma | 609  | 524  | 448  | 275  | 143  | 113  | 154  | 171  | 171  | 194  |
|               | 1869 | 1900 | 1921 | 1961 | 1980 | 2011 | 2016 | 2019 | 2021 | 2024 |